# Pseudominolia tramieri
Pseudominolia tramieri là một loài ốc biển, là động vật thân mềm chân bụng sống ở biển thuộc họ Solariellidae, họ ốc đụn.